# 皮塔普拉姆
皮塔普拉姆（Pitapuram），是印度安得拉邦East Godavari县的一个城镇。总人口50301（2001年）。

## 人口
该地2001年总人口50301人，其中男性24728人，女性25573人；0—6岁人口5469人，其中男2703人，女2766人；识字率61.06%，其中男性为65.63%，女性为56.64%。